# Saint-Mard-lès-Rouffy
Saint-Mard-lès-Rouffy è un comune francese di 163 abitanti situato nel dipartimento della Marna nella regione del Grand Est.

## Società

### Evoluzione demografica
Abitanti censiti